# Caso subdirectivo
El caso subdirectivo es un caso gramatical que está presente en el idioma lezgiano, se usa para expresar una causa. El sufijo es: -кди -kdi.
Este caso es usado muy raramente.
Ejemplo:
- Жанавур кашакди гиликьна. 
  - zhanavur kashakdi giliq'na.
  - El lobo murió de hambre.[1]